# Antonello Bacciocchi
Antonello Bacciocchi (San Marino, 2 novembre 1957) è un politico sammarinese.
Dal 2006 al 2007 è stato Segretario di Stato al Lavoro, alla Cooperazione e alle Politiche Giovanili e dal 2007 al 2008 è stato Segretario di Stato per il Turismo e lo Sport.
È membro del Consiglio Grande e Generale, dopo essere stato eletto nelle liste del Partito dei Socialisti e dei Democratici.
È stato due volte Capitano Reggente nei periodi aprile – ottobre 1999 e ottobre 2005 - aprile 2006.
Eletto per la prima volta al Consiglio Grande e Generale nel 1998, è stato presidente del gruppo consiliare socialista dal 2001 al 2003 e vicesegretario del Partito Socialista Sammarinese dal 1999 al 2001. Ha fatto parte del gruppo dell'Unione interparlamentare dal 1998.
Di professione geometra, è sposato e padre di due figli.
È sostenitore del Partito dei Socialisti e Democratici,del quale è stato Presidente del Congresso di Fondazione.